# إيميريك جينو
إيميريك جينو (بالفرنسية: Aymeric Jeanneau)‏ مواليد 10 أكتوبر 1978 في لاروش سور يون، هو لاعب كرة سلة فرنسي. بدأ مسيرته الاحترافية في سنة 1996. يبلغ طوله 6 قدم 2 بوصة (1.9 م).

## المسيرة الاحترافية
لعب مع شوليه باسكت في الدوري الفرنسي من سنة 1996 إلى 2003، ثم لعب مع إس تي بي لو هافر في موسم 2003–2004، ثم لعب مع ستراسبورغ أي جي في الدوري الفرنسي من سنة 2004 إلى 2006، ثم لعب مع أسفيل باسكت من سنة 2006 إلى 2010، ثم لعب مع ستراسبورغ أي جي في الدوري الفرنسي من سنة 2010 إلى 2013.

## الإنجازات
- اتحاد فرنسا لكرة السلة : 2005، 2009
- كأس فرنسا لكرة السلة : 1998، 1999، 2008

## روابط خارجية
- إيميريك جينو على موقع الاتحاد الدولي لكرة السلة (الإنجليزية)
- إيميريك جينو على موقع الدوري الأوروبي لكرة السلة (الإنجليزية)
- إيميريك جينو على موقع كرة السلة الأوروبية.كوم (الإنجليزية)
- إيميريك جينو على موقع ريلجم (الإنجليزية)
- إيميريك جينو على موقع بروبوليرز (الإنجليزية)
- إيميريك جينو على موقع سبورتس رفرنس (الإنجليزية)